# 李俊琏
李俊琏（1937年—），辽宁营口人，中国人民解放军将领、中国人民解放军海军中将。 
1996年，授予中国人民解放军海军中将，曾任海军副政治委员。 